# Adesmia filipes
Adesmia filipes är en ärtväxtart som beskrevs av Asa Gray. Adesmia filipes ingår i släktet Adesmia och familjen ärtväxter.

## Underarter
Arten delas in i följande underarter:
- A. f. filipes
- A. f. obcordata